# Turia i Plamenko
Turia i Plamenko hrvatska je komična opera u jednom činu autorskog dvojca: Borna Erceg i Jelena Pletikosa. 
Jelena Pletikosa osmislila je priču i napisala libreto, a Borna Erceg glazbu. Opera je praizvedena u Hrvatskom narodnom kazalištu u Šibeniku 1. prosinca 2016. godine u produkciji Leon Tradea povodom 950. obljetnice spomena Grada Šibenika. Nastala je iz velike ljubavi prema glazbeno-scenskoj umjetnosti u nadi da će tu umjetnost približiti širem broju ljudi. 
Opera Turia i Plamenko prozvana je dječjom operom za odrasle, jer je izazvala oduševljenje kod publike svih uzrasta. 

### Radnja
Turia je ružna, zločesta, razmažena, iritantna i umišljena princeza. Ona gnjavi svog oca, kralja, da joj nađe princa. Kralj i sluškinja Sunčica  zaljubljeni su te žele malo mira od zločeste Turie. Oni smisle plan kako namamiti savršenog princa i na prevaru se riješiti princeze.

### Ansambl
Borna Erceg okupio je ansambl i uvježbao ga, dok je Jelena Pletikosa režirala i koreografirala predstavu. Ansambl opere čine učenici i studenti u rasponu 10 - 25 godina, a osim što je ravnao ansamblom, Borna je i svirao klavirsku dionicu.
| Uloga             | Glas        | Praizvdeba, 1. prosinca 2016. (Dirigent: Borna Erceg) |
| ----------------- | ----------- | ----------------------------------------------------- |
| Princeza Turia    | mezzosopran | Jelena Pletikosa                                      |
| Princ Plamenko    | tenor       | Marin Vitas                                           |
| Kralj Ferdo       | bariton     | Vice Šiljeg                                           |
| Sluškinja Sunčica | sopran      | Valnea Vretenar                                       |
| Paž Kiki          | sopran      | Tea Požgaj                                            |
| Miševi i Mačke    | dječji zbor | dječji zbor                                           |

| Orkestar      | Orkestar             |
| ------------- | -------------------- |
| I violina     | Lana Plančić         |
| II violina    | Jelena Žaja          |
| I violončelo  | Zvonimir Perković    |
| II violončelo | Nina Lucia Perina    |
| Flauta        | Nikolina Kapitanović |
| Klarinet      | Roko Radeljak        |
| Truba         | Matej Vukić          |
| Trombon       | Robert Garofulić     |
| Klavir        | Borna Erceg          |

## Vanjske poveznice
- HRT: Turia i Plamenko - prva šibenska komična opera  Arhivirana inačica izvorne stranice od 2. siječnja 2018. (Wayback Machine)
- Foto: Turia i Plamenko oduševili i nasmijali Šibenčane  Arhivirana inačica izvorne stranice od 2. siječnja 2018. (Wayback Machine)
- YouTube: Turia i Plamenko - kako je nastala opera